# Hedwig Sophie de Brandenburg

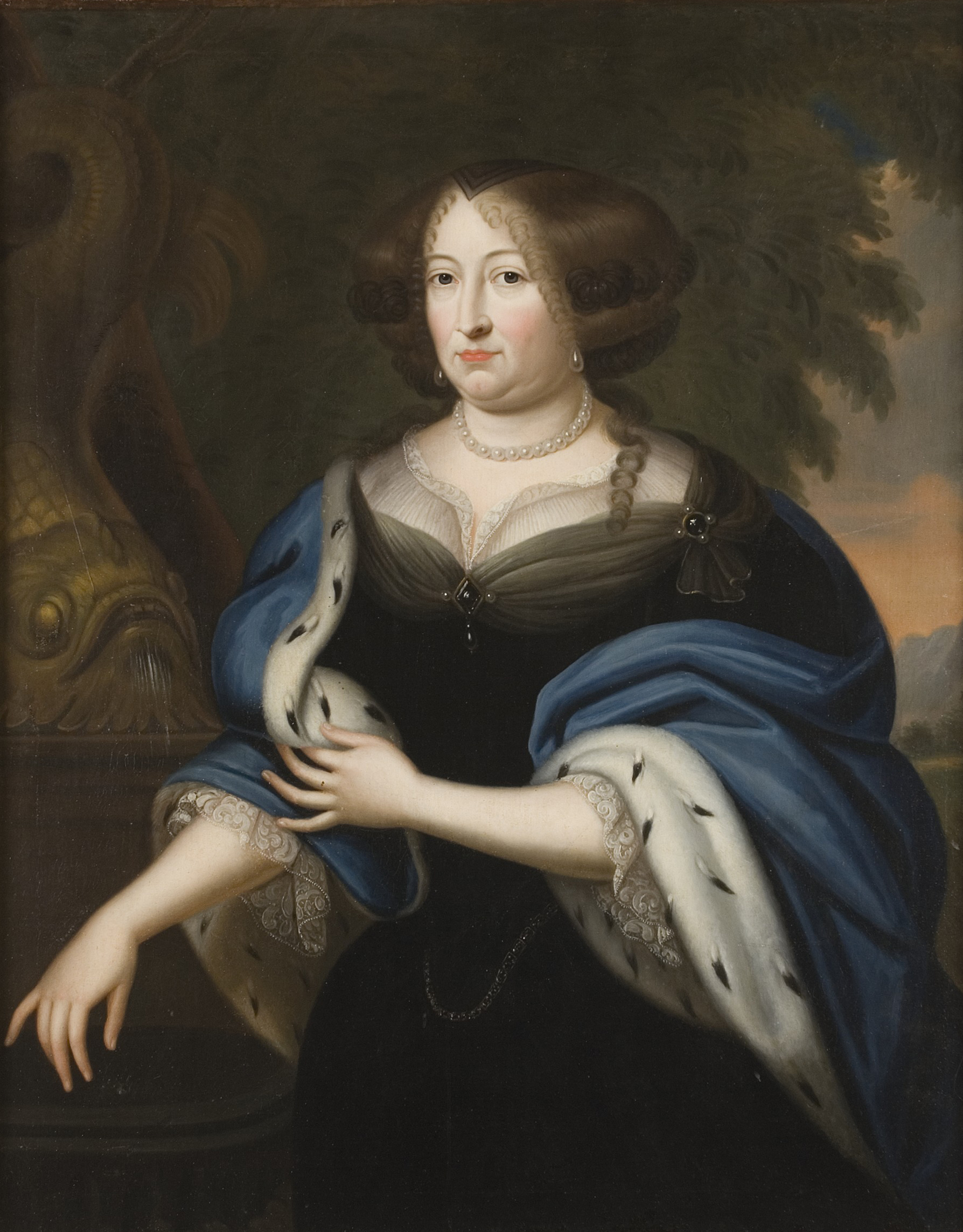
Hedwig Sophie de Brandenburg

Hedwig Sophia de Brandenburg (14 iulie 1623 – 26 iunie 1683) a fost soția landgrafului Wilhelm al VI-lea de Hesse-Kassel. A fost fiica lui Georg Wilhelm, Elector de Brandenburg și Elizabeth Charlotte a Palatinatului. Regentă din 1663 până în 1677 în timpul minoratului fiilor ei Wilhelm al VII-lea, Landgraf de Hesse-Kassel și Karl I, Landgraf de Hesse-Kassel.

## Biografie
După moartea prematură a soțului ei în 1663, a fost regentă de Hesse-Kassel, inițial pentru fiul ei cel mare, Wilhelm al VII-lea și mai târziu, după moartea acestuia în 1670, a fratelui său mai mic, Karl. În timpul domniei a încercat să continue politica externă conservatoare a soțului ei, fără a implica Hesse-Kassel în conflicte periculoase. A reușit pentru un timp să mențină statutul de neutralitate.
În urma amenințării reprezentată de politica de expansionism franceze și-a schimbat politica, a crescut impozitele în statele din Hesse-Kassel pentru a reconstitui armata redusă la minimum după ani Războiului de Treizeci de Ani. În 1673 a făcut un legământ cu fratele ei, Electorul Frederic Wilhelm, oferind un contingent în lupta împotriva Franței. În plus, pentru a consolida legăturile dintre Hesse-Kassel și țara ei natală și-a căsătorit fiica, pe Elizabeth Henriette, cu nepotul ei, fiul cel mare al fratelui ei, viitorul Frederic I al Prusiei.
În ultima perioadă a regenței sale, a încercat să întârzie preluarea efectivă a puterii de către fiul ei Karl, cauzând astfel tensiuni considerabile. În cele din urmă, ea a anunțat sfârșitul regenței la 8 august 1677. 

### Căsătorie și copii
La 19 iulie 1649, la Köln s-a căsătorit cu Wilhelm al VI-lea, Landgraf de Hesse-Kassel (1629–1663). Copiii lor au fost:
- Charlotte Amalie de Hesse-Kassel (1650–1714); s-a căsătorit cu Christian al V-lea al Danemarcei, a avut copii.
- Wilhelm al VII-lea (1651–1670); moștenitorul și succesorul său, Landgraf în perioada 1663-1670.
- Luise (11 septembrie 1652 - 23 octombrie 1652)
- Karl I (3 august 1654 – 23 martie 1730); Landgraf în perioada 1670-1730
- Philipp (14 decembrie 1655 – 18 iunie 1721); Landgraf de Hesse-Philippsthal, s-a căsătorit cu Katharina Amalia Gräfin von Solms-Laubach
- George de Hesse-Kassel (1658–1675);
- Elisabeth Henriëtte (8 noiembrie 1661 – 27 iunie 1683); s-a căsătorit cu Frederick I al Prusiei